# Kleiton & Kledir
Kleiton y Kledir es un dúo de músicos, cantantes y compositores de música popular brasileña integrado por los hermanos Kleiton Alves Ramil (23 de agosto de 1951) y Kledir Alves Ramil (21 de enero de 1953). Nacieron en la ciudad de Pelotas (estado de Río Grande del Sur). También son hermanos del músico Vítor Ramil y primos del músico Pery Souza.

## Trayectoria
Kleiton Kledir Alves Ramil y comenzó a estudiar música desde niños. En los años setenta, con tres amigos lanzaron la banda Almôndegas (‘albóndigas’). Grabaron cuatro álbumes, realizaron innumerables espectáculos y se mudaron a Río de Janeiro. Cuando el grupo se disolvió, ambos hermanos decidieron seguir su carrera como dúo.
En 1980 salió el primer álbum del dúo. El éxito fue inmediato y los shows atraían a gente de todo Brasil. Lanzaron cinco discos (uno de ellos en idioma español), que les valió un disco de oro y shows en los Estados Unidos, Europa y América Latina. Grabaron en Los Ángeles, Nueva York, Lisboa, París, Miami y Buenos Aires.
Sus composiciones han sido grabadas por
- Belchior,
- Chitãozinho e Xororó,
- Fábio Jr.,
- Fafá de Belém,
- Leonardo,
- Nara Leão,
- Claudia Leitte,
- Iván Lins,
- MPB4,
- Nenhum de Nós,
- Zezé di Camargo y Luciano,
- Zizi Possi,
- Emilio Santiago,
- Simone,
- Caetano Veloso y
- Xuxa.

También las versiones internacionales de sus canciones han sido versionadas por artistas como
los argentinos Mercedes Sosa y Fito Páez,
la cantante portuguesa Eugenia Melo e Castro y
la japonesa Chie.
Kleiton y Kledir introdujeron la nueva música gaúcha en la cultura brasileña. Hicieron presente un acento diferente, su manera de hablar y cantar, con términos hasta ese momento desconocidos en el habla portuguesa del país, como «deu pra ti» (dio para ti) y «trilegal» (tres veces bueno).
De acuerdo con un crítico de la época, parecían «un par de británicos, cantando en un idioma que recuerda al portugués».
Con el tiempo se convirtieron en símbolos del gaúcho contemporáneo, el hombre moderno desde el sur de Brasil, que ha hecho que el gobierno del estado les confiriera el título de «embajadores culturales de Río Grande del Sur».
En 1987, a pesar del éxito, el dúo decidió separarse. Sin embargo después de siete años, reanudaron su carrera. Lanzaron el CD Dois (con la discográfica Som Livre), y Clássicos do sul (con Universal) y varias recopilaciones que han vendido más de medio millón de copias.
Han estado en París presentando una serie de conciertos en el Museo del Louvre y realizaron dos giras en Estados Unidos. En 2002, la escuela de samba Caprichosos de Pilares los homenajeó en el Carnaval de Río, desfilando con una canción inspirada en la canción «Deu pra ti».
En 2007 lanzaron un nuevo álbum, Kleiton & Kledir ao vivo, en que recrearon versiones de sus viejas canciones, producidas por el británico Paul Ralphes para la empresa RBS Som Livre. El disco recibió el premio TIM al mejor álbum del año en la categoría «canción popular».
En 2009 lanzaron el DVD Autorretrato, con canciones inéditas, en formato documental, que recoge las historias que impregnan sus creaciones, hablando de la vida del dúo gaúcho. La canción «Autorretrato», que título al álbum, es una conversación entre dos amigos, donde cada uno se abre y revela sus secretos.
En 2011, decidieron escribir para niños y lanzaron el CD Par ou ímpar, lanzado por la empresa Biscoito Fino. El disco cuenta con la participación especial de la actriz Fabiana Karla, e incluye canciones que hablan de animales, magos, brujas, extraños pirulitos, flatos perfumados, obras de teatro en la calle y hasta una versión infantil de la eterna guerra de los sexos.
Entusiasmados con el reconocimiento unánime y la crítica pública, K & K se unieron al Grupo Tholl para realizar un espectáculo infantil basado en la obra. Lo grabaron un DVD en vivo en Porto Alegre.
En 2015 publicaron su nuevo CD Com todas as letras, con Biscoito Fino, que tiene la participación de grandes escritores de Rio Grande do Sul:
- Caio Fernando Abreu,
- Fabricio Carpinejar,
- Lawrence Cazarré,
- Alcy Cheuiche,
- Daniel Galera,
- Martha Medeiros,
- Paul Scott,
- Claudia Tajes,
- Luis Fernando Verissimo y
- Letícia Wierzchowski.

El álbum está nominado para el premio Açorianos.

## Premios
Entre los muchos premios recibidos, destacan:
- el título de Ciudadanos Portoalegrenses
- un tributo especial en los premios Açorianos
- el premio TIM al mejor álbum del año y el mejor disco infantil en los 24.º premios de la música brasileña
- Kleiton recibió el título de cónsul honorario del gremio.
- Kledir fue galardonado como cónsul cultural de la Internacional.

## Discografía
- (1980) Kleiton & Kledir
- (1981) Kleiton & Kledir
- (1983) Kleiton & Kledir
- (1984) Kleiton & Kledir
- (1986) Kleiton & Kledir
- (1997) Dois
- (1999) Clássicos do sul
- (2005) Ao Vivo
- (2009) Autorretrato
- (2011) Par ou ímpar
- (2012) Par ou Ímpar ao Vivo (con Grupo Tholl)
- (2015) Com Todas as Letras